# حلوة صغيرة الأوراق
حلوة صغيرة الأوراق (الاسم العلمي: Glycine microphylla) هي نوع من نباتات تتبع جنس الحلوة من الفصيلة البقولية.